# Tag Team Match: MUSCLE
Tag Team Match: MUSCLE (キン肉マン マッスルタッグマッチ Kinnikuman: Massuru Taggu Matchi?) är ett professionellt fribrottningsspel utgivet till NES 1985, och baserat på den animerade japanska serien Kinkeshi, som i sin tur är baserad på Kinnikuman.

### Fotnoter
1. 1 2  ”Tag Team Match: MUSCLE”. NES DB. 31 maj 1985. Arkiverad från originalet den 4 mars 2016. https://web.archive.org/web/20160304131829/http://www.nesdb.se/game_more.php?id=829&rid=4. Läst 27 juni 2014.